# Берун Євген Іванович
Євген Іванович Берун (нар. 18 серпня 1982, Кременчук, Полтавська область, УРСР) — український та російський футболіст, виступав на позиції захисника та півзахисника.

## Життєпис
Вихованець кременчуцького «Кременя». Розпочинав професіональну кар'єру у другій команді дніпропетровського «Дніпра».
У 2001 році зіграв 5 матчів у Першому російському дивізіоні за «Ладу». Через два роки виступав у Вищому дивізіоні чемпіонату Казахстану в складі «Есіля».
У 2004 році перебував у заявці клубу РПЛ «Кубань» (Краснодар). Надалі виступав за інші російські команди: «Зеніт-2» та «Спартак» (Нижній Новгород).
Потім повернувся на батьківщину, де грав за команди з нижчих українських дивізіонів. У 2010 році провів один матч у молдовській Національній дивізії за «Олімпію» (Бєльці).
З липня 2018 по кінець січня 2020 року займав посаду спортивного директора кременчуцького «Кременя».